# La CQ
La CQ es una serie de televisión de comedia situacional mexicana producida por Televisa y Cartoon Network Latinoamérica, basada en una historia original de Pedro Ortiz de Pinedo. Se transmitió de 2012 a 2014 y contó con cuatro temporadas. La trama gira en torno a las diferentes vivencias de un grupo de estudiantes de la secundaria Constantino Quijano, conocida abreviadamente como «La CQ».
Está protagonizada por Emiliano Flores, Ale Müller, Harold Azuara, Benny Emmanuel, Fernanda Urdapilleta, Ferny Graciano, Jocelín Zuckerman, y Luis Ceballos.
Tras su finalización en 2014, el mismo año se realizó una versión teatral del proyecto para concluir con el mismo. La trama fue la misma, con la única diferencia de que se hicieron algunos actos musicales con las canciones de la banda sonora de la serie.
El 9 de diciembre de 2024, se estrenó La CQ: nuevo ingreso, una secuela de la emisión.

## Argumento
Ocho alumnos de la escuela secundaria Constantino Quijano (La CQ), comparten experiencias divertidas y momentos de felicidad en el horario de clases.

## Reparto

### Principal
- Emiio Flores Zepeda - Ángel del Río
- Alejandra Müller - Clara Licona Fernández
- Harold Azuara - Ramón Barragán Alias Monche
- Benny Emmanuel Mendoza - Roberto Bautista Alias Beto
- Fer Urdapilleta - Jennifer María Juana Pinto del Rostro Blanco Pallejo Alias Jenny
- Natalia Graciano - Daniela Albarran Pinto del Rostro Blanco Alias Danny
- Josse Zuckerman - Adriana del Río Alias Adri
- Luis F Ceballos - 'Roque' Villalón Campos Pérez

### Secundarios e invitados
- Antonio Delli - Director Osvaldo Baldomero Pinto Del Rostro Blanco Escárraga
- Augusto Galíndez - Profre Steve Mitocondria
- Betty Hass Zapata - Ernestina
- Carlos Castillo Arraiz - Eleuterio/Eladio
- Elisa Parejo - Miss Mago
- Rafael Monsalve - Profre Dave Morfema
- José Guillermo Canache - Entrenador Rómulo Gordillo
- Mariana Campos - Miss Elva
- Harold Oviol - 'El Pifas' Gómez
- José Enrique Leal - Antoine el alumno francés de intercambio
- Lili Anahys Taravella Benichou - Carine la alumna francesa de intercambio
- Martha Ceci Flores - Patricia Tanada Alias Paty
- María José Cristofori - Dafne
- Carla Zuckerman - Lily la Chica en el auditorio
- Yojani Dos Santos - Mariana la cita prometedora de Beto

## Episodios
| Temporada | Temporada | Episodios | Estreno en Latinoamérica | Estreno en Latinoamérica |
| Temporada | Temporada | Episodios | Estreno                  | Final                    |
| --------- | --------- | --------- | ------------------------ | ------------------------ |
|           | 1         | 25        | 6 de agosto de 2012      | 17 de septiembre de 2012 |
|           | 2         | 24        | 6 de diciembre de 2012   | 7 de abril de 2013       |
|           | 3         | 25        | 6 de mayo de 2013        | 31 de octubre de 2013    |
|           | 4         | 26        | 6 de diciembre de 2013   | 28 de marzo de 2014      |

### Especiales
| tem                 | tem                         | Duración             | Estreno en Latinoamérica                                | Estreno en Latinoamérica                                |
| tem                 | tem                         | Duración             | Estreno                                                 | Final                                                   |
| ------------------- | --------------------------- | -------------------- | ------------------------------------------------------- | ------------------------------------------------------- |
|                     | Baile de Bienvenida         | 1 hora               | 14 de agosto de 2012                                    | 15 de agosto de 2012                                    |
|                     | El Fantasma de Casillero 13 | 1 hora               | 10 de julio de 2013 (En Canal 5*) 31 de octubre de 2013 | 10 de julio de 2013 (En Canal 5*) 31 de octubre de 2013 |
| Baile de Graduación | 1 hora y ½                  | 31 de agosto de 2014 | 31 de agosto de 2014                                    |                                                         |

## Producción

### Rodaje
La serie fue filmada en Venezuela, en los estudios de Radio Caracas Televisión.

### Música
| N.º | Título                | Escritor(es)                          | Duración |  |
| 1.  | «Bienvenidos a la CQ» | Giorgio Torelli                       | 2:55     |  |
| 2.  | «Soy Espectacular»    | Torelli                               | 1:57     |  |
| 3.  | «La CQ»               | Alfredo Cañedo Carolina Rosas Torelli | 3:13     |  |
| 4.  | «Mil Fórmulas»        | Carla Torres                          | 2:09     |  |
| 5.  | «Mejores Amigas»      | Torres Torelli                        | 2:35     |  |
| 6.  | «Los Perros Parados»  | Torres Torelli                        | 3:21     |  |
| 7.  | «Perdóname»           | Torelli                               | 2:46     |  |
| 8.  | «Calzón Chino»        | Torres                                | 3:02     |  |
| 9.  | «Un Año Más»          | Cañedo Rosas Torelli                  | 3:44     |  |
| 10. | «Decirte de Frente»   | Torres                                | 3:09     |  |

## Premios y nominaciones
| Año  | Premiación                    | Categoría                  | Nominados            | Resultados |
| ---- | ----------------------------- | -------------------------- | -------------------- | ---------- |
| 2013 | Kids Choice Awards México     | Programa o Serie Favorita  | La CQ                | Ganador    |
| 2013 | Kids Choice Awards México     | Actor de Reparto Favorito  | Harold Azuara        | Ganador    |
| 2013 | Kids Choice Awards México     | Actriz Favorita            | Ale Müller           | Ganadora   |
| 2013 | Kids Choice Awards México     | Actriz de Reparto Favorita | Fernanda Urdapilleta | Ganadora   |
| 2013 | Kids Choice Awards México     | Villano Favorito           | Luis Ceballos        | Nominado   |
| 2013 | Kids' Choice Awards Argentina | Actor de TV Favorito       | Emiliano Flores      | Nominado   |
| 2014 | Premios TVyNovelas            | Mejor programa unitario    | La CQ                | Nominada   |
| 2014 | Kids' Choice Awards Colombia  | Actor de TV Favorito       | Emiliano Flores      | Nominado   |
| 2014 | Kids' Choice Awards Colombia  | Villano Favorito           | Luis Ceballos        | Nominado   |
| 2014 | Kids' Choice Awards Colombia  | Programa de TV favorito    | La CQ                | Nominado   |
| 2014 | Kids' Choice Awards México    | Actor de TV Favorito       | Emiliano Flores      | Nominado   |
| 2014 | Kids' Choice Awards México    | Actriz de TV favorita      | Ale Müller           | Nominada   |
| 2014 | Kids' Choice Awards México    | Villano Favorito           | Luis Ceballos        | Ganador    |
| 2014 | Kids' Choice Awards México    | Programa de TV Favorito    | La CQ                | Ganador    |
| 2014 | Kids' Choice Awards México    | Obra de Teatro Favorita    | La CQ: El musical    | Ganador    |

## Secuela
El 5 de junio de 2024, el creador de la serie, Pedro Ortiz de Pinedo, reveló que se encontraba produciendo una secuela, en la que introduciría a una «nueva generación de estudiantes». El proyecto se estrenó el 9 de diciembre de 2024.